# Lamproscatella pilosigenes
Lamproscatella pilosigenes är en tvåvingeart som först beskrevs av Becker 1896.  Lamproscatella pilosigenes ingår i släktet Lamproscatella, och familjen vattenflugor. Arten har ej påträffats i Sverige.